# ヴァイオリン協奏曲 (ウォルトン)
イギリスの作曲家ウィリアム・ウォルトンによる《ヴァイオリン協奏曲》は、1938年から1939年に作曲された。1921年から1922年に作曲された《ファサード》や、1929年の《ヴィオラ協奏曲》とともに、作曲者に名声をもたらした作品である。
1936年にヤッシャ・ハイフェッツに委嘱され、1939年12月7日に、ハイフェッツの独奏とアルトゥール・ロジンスキ指揮クリーヴランド管弦楽団により初演された。ハイフェッツはその後、作曲者本人が指揮する録音を残し、1942年に、ユージン・グーセンス指揮シンシナティ交響楽団と共演した録音も残している。
ウォルトンは1943年にオーケストレーションに手を入れた改訂版を作成し、この版の初演は1944年1月17日に、ヘンリー・ホルストの独奏と、マルコム・サージェント指揮リヴァプール・フィルハーモニー管弦楽団によって行われた。通常こんにち上演されるのは改訂稿である。改訂稿による録音は、ユーディ・メニューインやジノ・フランチェスカッティ 、 鄭京和、ナイジェル・ケネディ、ジョシュア・ベル、イダ・ヘンデルの独奏と、パーヴォ・ベルグルンド指揮ボーンマス交響楽団などがある。

## 楽曲構成
以下の3楽章で構成されている。
1. Andante tranquillo
2. Presto capriccioso alla napolitana
3. Vivace

抒情性をたたえた開始楽章、スケルツォ楽章、ソナタ形式によるフィナーレの順で成る。とりわけ第1楽章の抒情性に、シベリウスの面影が認められるが、これはハイフェッツが、シベリウスの《協奏曲》の普及に尽力したことを暗示しているのかもしれない。所要時間は約30分。

## 楽器編成
以下は改訂版の編成である。改訂版は初版よりも打楽器が削減されている。
独奏ヴァイオリン、フルート2（ピッコロ1持ち替え）、オーボエ2（コーラングレ1持ち替え）、クラリネット2、ファゴット2、ホルン4、トランペット2、トロンボーン3、ティンパニ、打楽器：奏者2（小太鼓、シンバル、タンブリン、シロフォン）、ハープ、弦五部